# William Woolsey
William Tripp Woolsey, detto Bill (Honolulu, 13 settembre 1934 – 25 giugno 2022), è stato un nuotatore statunitense, specializzato nello stile libero.

## Palmarès

### Olimpiadi
- Oro a Helsinki 1952 nella staffetta 4x200 metri stile libero.
- Argento a Melbourne 1956 nella staffetta 4x200 metri stile libero.

### Giochi panamericani
- Bronzo a Chicago 1959 nei 100 metri stile libero.